# Boguczany
Boguczany (ros. Богучаны) – wieś (sieło) w Rosji, w Kraju Krasnojarskim, ośrodek administracyjny rejonu boguczańskiego. W 2010 liczyła 11 232 mieszkańców.